# Längtan till solen
Längtan till solen är en amerikansk komedifilm med dramainslag från 1941 i regi av William A. Wellman. Filmen handlar om Russ Eliot, en man från landet som för att få råd med pengar till en utombordsmotor tar arbete i Detroit. Väl där träffar han Rita som han gifter sig med, men hon är inte så sugen på att flytta tillbaka till Russ hemtrakter.

## Rollista
- Joel McCrea - Russ Eliot
- Ellen Drew - Rita
- Eddie Bracken - Benny Hogan
- Albert Dekker - Herman
- Billy Gilbert - Amos
- George Chandler - Jerry
- Bodil Rosing - Ritas mor
- James Burke - Norm
- Charles D. Brown - Johnson
- Eily Malyon - hyrestanten
- Regis Toomey - Intern
- Hobart Cavanaugh - kontorsmannen
- Nella Walker - sköterska